# Domenico Lucano

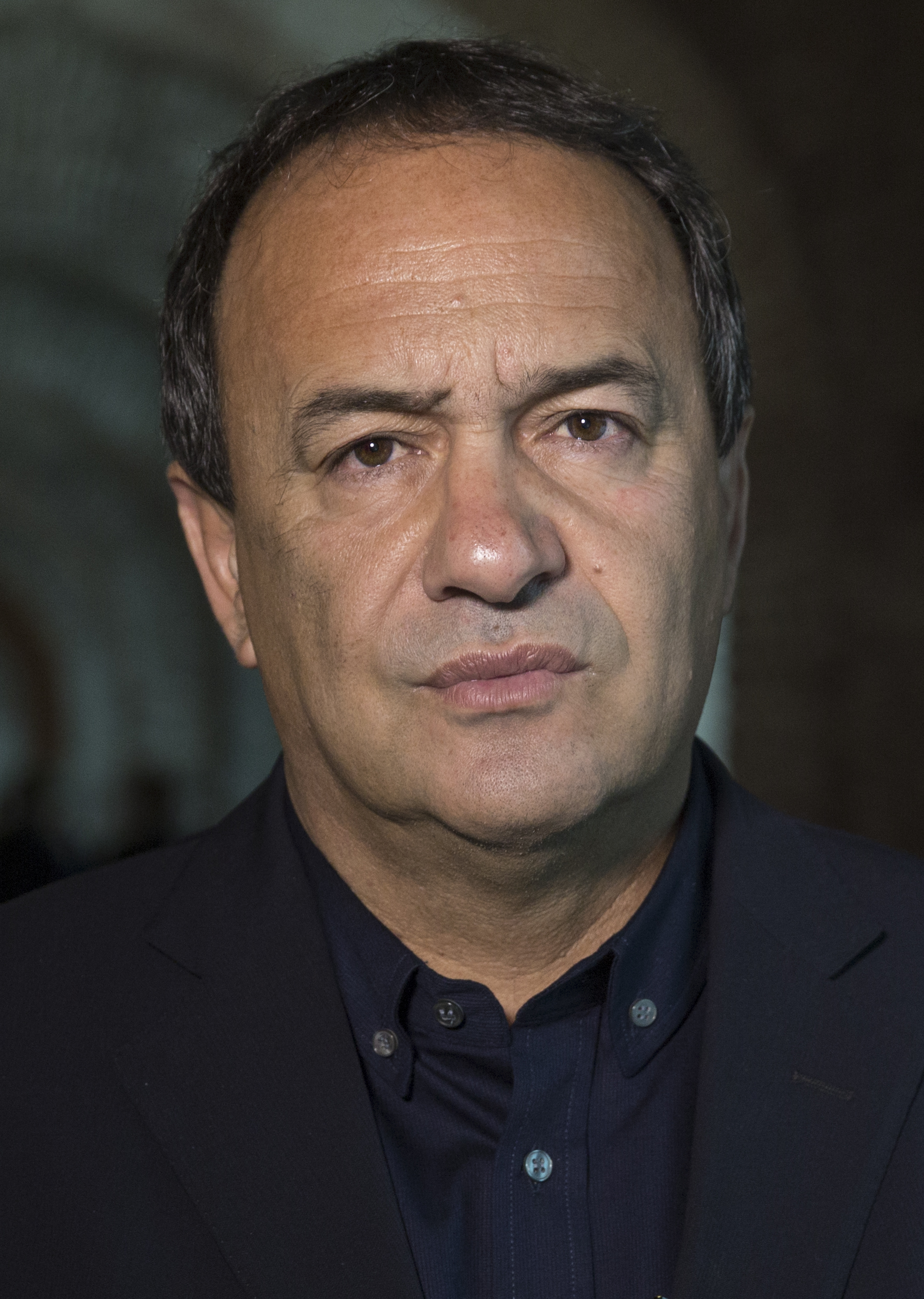
Domenico „Mimmo“ Lucano bei Diálogos Globales

Domenico „Mimmo“ Lucano (* 31. Mai 1958 in Melito di Porto Salvo) ist ein italienischer Politiker und Menschenrechtsaktivist, der von 2004 bis 2018 Bürgermeister von Riace war.

## Biografie
Lucano wurde im kalabrischen Melito di Porto Salvo geboren, zog aber früh nach Riace. Er arbeitete als Lehrer und engagierte sich seit den 1990er Jahren für Menschenrechte.

### Bürgermeister von Riace und Flüchtlingshilfe
2004 wurde er Bürgermeister von Riace. 2009, kurz nach seiner ersten Wiederwahl als Bürgermeister, wurde Lucano durch das Fenster eines Restaurants beschossen und zwei seiner Hunde wurden vergiftet.

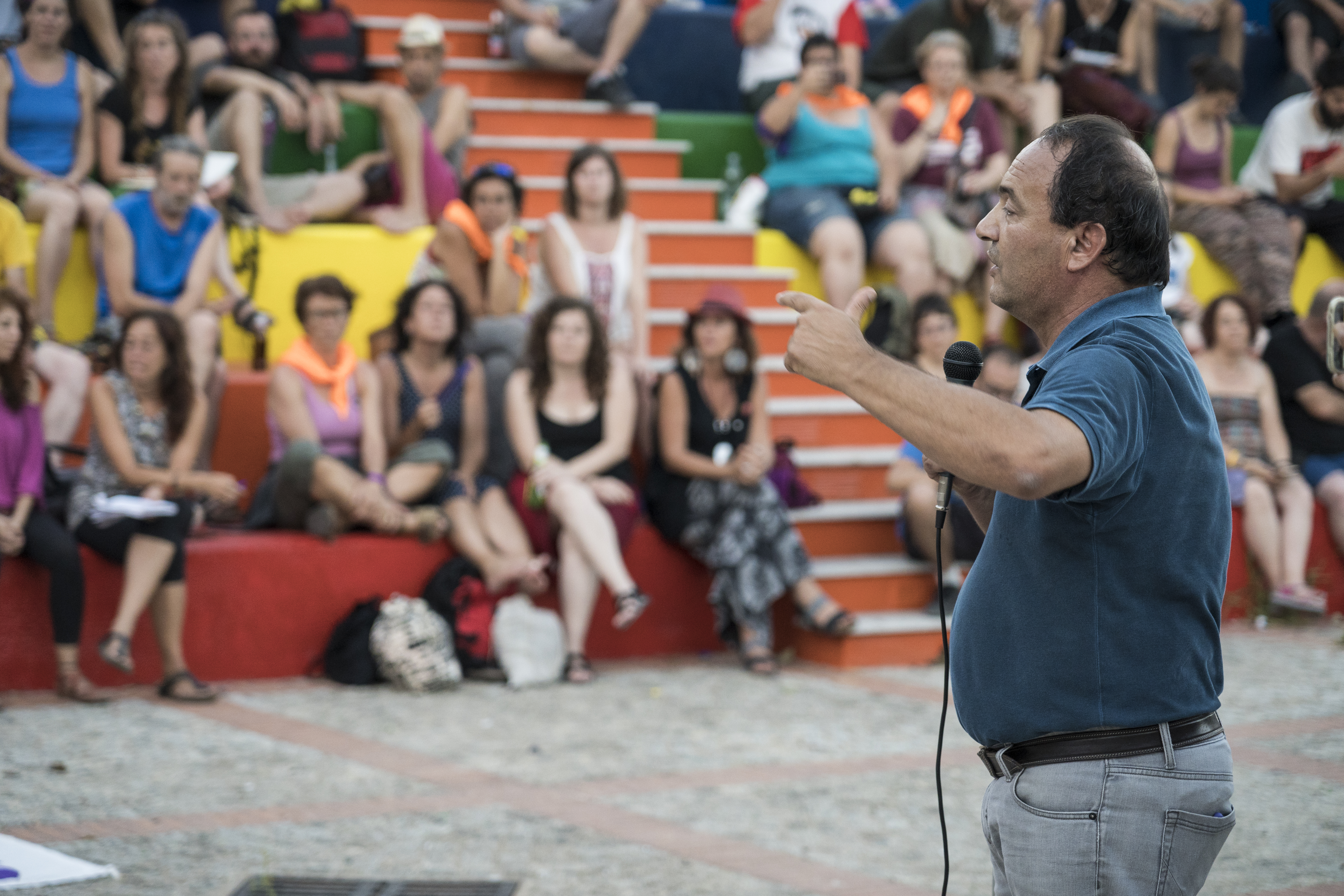
Domenico Lucano bei einer „Refugees welcome“-Veranstaltung in Riace

Weltweite Aufmerksamkeit erlangte er durch seinen innovativen Ansatz im Umgang mit Flüchtlingen im Zusammenhang mit der europäischen Migrationskrise. Als Bürgermeister von Riace ließ er 450 Flüchtlinge unter den 1800 Einwohnern des Dorfes ansiedeln, belebte es und verhinderte die Schließung der örtlichen Schule.
Lucano wurde beim World Mayor-Wettbewerb 2010 Zweiter.
2017 wurde ihm der Dresdner Friedenspreis verliehen.

### Verhaftungen
Im Oktober 2018 stellte die italienische Polizei Lucano unter Hausarrest, weil er angeblich illegalen Migranten durch die Organisation von Scheinehen geholfen habe, im Land zu bleiben.
Im April 2019 wurde Lucano zusammen mit 26 weiteren Personen wegen Machtmissbrauchs und Beihilfe zur illegalen Einwanderung angeklagt. Im selben Monat sah er sich einer weiteren Untersuchung wegen angeblicher falscher öffentlicher Erklärungen und Betrugs gegenüber.
Im September 2021 wurde Lucano in erster Instanz wegen Beihilfe zur illegalen Migration und anderen Gesetzesverstößen zu 13 Jahren Haft verurteilt. Die verhängte Strafe war deutlich höher als die sieben Jahre und elf Monate, die die Staatsanwaltschaft gefordert hatte.
Am 11. Oktober 2023 hob ein Berufungsgericht die hohen Strafen auf und reduzierte das Strafmaß auf eine Bewährungsstrafe von anderthalb Jahren.
Diese ganze Geschichte ist eine unglaubliche Tragödie lautete ein Kommentar von Peter Henisch.

## Veröffentlichung
- Das Dorf des Willkommens. rüffer & rub, Sachbuchverlag, Zürich 2021, ISBN 978-3-906304-87-8 (italienisch: Il fuorilegge. Übersetzt von Elvira Bittner).